# Washing Machine
Washing Machine je studiové album americké rockové kapely Sonic Youth. Album bylo nahráno na začátku roku 1995 a bylo vydáno v září téhož roku.
Na skladbě „Little Trouble Girl“ zpívala i Kim Deal z kapely Pixies. K této písni vyšlo i video, které režíroval Mark Romanek.

## Seznam skladeb
| Pořadí         | Název               | Délka |
| -------------- | ------------------- | ----- |
| 1.             | Becuz               | 4:43  |
| 2.             | Junkie's Promise    | 4:02  |
| 3.             | Saucer-Like         | 4:25  |
| 4.             | Washing Machine     | 9:33  |
| 5.             | Unwind              | 6:02  |
| 6.             | Little Trouble Girl | 4:29  |
| 7.             | No Queen Blues      | 4:35  |
| 8.             | Panty Lies          | 4:15  |
| 9.             | Untitled            | 2:49  |
| 10.            | Skip Tracer         | 3:48  |
| 11.            | The Diamond Sea     | 19:35 |
| Celková délka: | Celková délka:      | 68:16 |